# Операція ВАН
Операція ВАН (Operation VAN) — операція по захопленню турецького консульства в Парижі, здійснена вірменською бойовою організацією АСАЛА 24 вересня 1981 року.

## Хід операції
Чотири вірменина з Групи імені Егіі Кешишян (командир Вазген Сіслян , Акоп Джулфаян, Геворк Гюзелян, Арам Басмаджян) протягом 15 годин утримували турецьке консульство в Парижі. Увірвавшись до консульства, вони важко поранили консула Кая Інала і представника служби безпеки Джемаль Озена. Два бойовика при цьому отримали поранення. Терористи захопили 56 заручників; деякі з яких, по всій видимості, виявилися турецькими крипто-вірменами і допомагали бойовикам.  У підсумку, бойовики дозволили відправити поранених Інала і Озена в лікарню, де Озен помер від поранень. 
Вимогу бойовиків звільнити «вірменських і декількох турецьких і курдських політичних в'язнів в Туреччині» було відхилено. 
Бойовики вирішили здатися французькій владі, попросивши визнати за ними статус політичних в'язнів.  Головний вірменський політв'язень - священик Манвел Еркатян - на вимогу європейських держав, все ж був звільнений. 

## Суд
Усі четверо бойовиків виявилися молодими вірменами з Лівану, членами АСАЛА. У Парижі пройшов суд, в якому брали участь героїня Французького опору Мелін Манушян - вдова Мисака Манушяна; відома співачка Ліз Сарьян і ін. Адвокатом бойовиків був майбутній член парламенту і міністр промисловості Франції. Після слів «підсудні, встаньте!» Встали всі присутні в залі суду вірмени. Троє з бойовиків були випущені у 1986 р  і поїхали до Лівану, двоє з них потім переїхали у Вірменію . 
Один з бойовиків - Арам Басмаджян, покінчив життя самогубством у в'язниці і був похований на кладовищі Пер-Лашез . 
Вирок французького суду представляв яскравий контраст з аналогічними процесами над вірменськими терористами, що проходили в той же час в США і Югославії, де терористи отримали максимальні терміни  . Так, вбивця турецького консула у Лос-Анджелесі Кемаля Арікана 19-річний Хампіг Сасунян був засуджений судом присяжних до довічного ув'язнення   . Суд США у 2006 та у 2010 роках відхилив прохання Сасуняна про помилування. 
15 грудня 2016 р  був помилуваний владою Каліфорнії.  Рішення було прийнято спеціальною радою штату Каліфорнія. 
Згодом в міжнародній пресі з'явилася інформація, що французький уряд, нібито, уклав з терористами угоду, однією з умов якого було винесення м'яких вироків учасникам нападу на турецьке консульство в обмін на припинення акцій АСАЛА на французькій території. Однак, навряд чи це відповідало дійсності. Бо пізніше АСАЛА влаштувала вибух в аеропорту Орлі , який забрав життя 8 людей, 4 з яких були французами.  За заявою професора Гантера, це стало демонстрацією банкрутства політики,що проводиться урядом Франції   .